# Бюскеелвен
Бюскеелвен (на шведски: Byskeälven) е река в Северна Швеция (провинции Норботен и Вестерботен), вливаща се в Ботническия залив на Балтийско море, с дължина 215 km и площ на водосборния басейн 3662 km².

## Географска характеристика
Река Бюскеелвен води началото си на 530 m н.в. под името Гуоласйоки. Протича през езерата Вестер Ярфояуре и Естер Ярфояуре и изтича от последното под името Ерферелвен. След това преминава последователно през езерата Свидпур, Вестра Кикияуре и Нора Кикеяуре (на 365 m н.в.) и изтича от югоизточния ъгъл на последното вече под името Бюскеелвен. Тече в югоизточна посока през няколко проточни езера (Арвидсъяуршен и др.) и образува множество бързеи, прагове и малки водопади. Влива се в северозападната част на Ботническия залив на Балтийско море при град Бюске, лен Вестерботен.
Водосборният басейн на река Бюскеелвен обхваща площ от 3662 km². Речната ѝ мрежа е двустранно развита. На североизток и югозапад водосборният басейн на Бюскеелвен граничи с водосборните басейни на реките Питеелвен, Абюелвен, Когеелвен и Шелефтеелвен, вливащи се в Ботническия залив на Балтийско море. Основни притоци: Етрескон (ляв), Лангтрескелвен (десен).
Бюкаелвен има предимно снежно подхранване с ясно изразено пролетно-лятно пълноводие и зимно маловодие.
По течението на реката са разположени няколко, предимно малки населени места: Арвидсяур, Бюске и др.